# Catagramma excelsa
Catagramma excelsa är en fjärilsart som beskrevs av Otto Staudinger. Catagramma excelsa ingår i släktet Catagramma och familjen praktfjärilar. Inga underarter finns listade i Catalogue of Life.